# Рогаткино (Опочецкий район)
Рогаткино — деревня в Опочецком районе Псковской области России. Входит в состав Макушинской волости Опочецкого района.
Расположена в 17 км к западу от города Опочка, на правом берегу реки Исса, в 1 км к западу от волостного центра, деревни Макушино.
Численность населения по состоянию на 2000 год составляла 15 человек, на 2012 год — 5 человек.
До 2006 года входила в состав Петровской волости с центром в д. Макушино.